# Deltatheridium pretritubercolare
Il deltateridio (gen. Deltatheridium) era un mammifero primitivo, vissuto nel Cretaceo superiore (circa 75 milioni di anni fa). I suoi resti sono stati ritrovati in Mongolia e in Kazakistan. È considerato uno dei più antichi metateri, vicino all'origine dei marsupiali.

## Descrizione
Lungo circa 20 centimetri, il deltateridio doveva essere un predatore di insetti e probabilmente si cibava anche di piccoli rettili e di carcasse, utilizzando i suoi aguzzi canini. Anche i molari erano taglienti, ad indicare una dieta prettamente carnivora. Oltre ad avere una formula dentaria simile a quella dei marsupiali per quanto riguarda i denti post-canini (tre premolari e quattro molari), Deltatheridium assomigliava ai marsupiali anche nella sostituzione solo dell'ultimo premolare e nell'angolo mandibolare ricurvo. I molari superiori possiedono una piattaforma stilare molto ampia con alcune cuspidi. Al contrario dei marsupiali primitivi, tuttavia, alcune cuspidi stilari erano molto sviluppate, i talonidi dei molari erano stretti, l'ipoconulide e l'entoconide non erano appaiati e l'ultimo molare sia superiore che inferiore era vestigiale. Inoltre, vi era un incisivo in meno sia nella mascella che nella mandibola.

## Classificazione incerta
Scoperto per la prima volta all'inizio del secolo scorso, il deltateridio è stato a lungo considerato troppo primitivo per essere incluso nei metateri o negli euteri; per questo animale (e altri a esso simili) nel 1956 Patterson coniò la definizione “Theria of metatherian/eutherian grade”, per indicare la situazione di incertezza che queste forme presupponevano.
Recentemente, tuttavia, ulteriori ritrovamenti di Deltatheridium hanno aiutato a far luce sulla vera natura di questo animale. Alcune caratteristiche del deltateridio hanno fatto supporre i paleontologi che questo mammifero fosse un marsupiale primitivo: ad esempio la presenza di un grande processo osseo presente nella parte posteriore della mandibola, che serviva per ancorare i muscoli masticatori, e anche una particolare tipologia di aperture nel cranio per permettere la circolazione del sangue.
Un teschio appartenente a un esemplare giovane, rinvenuto nel giacimento di Ukhaa tolgod, riveste una notevole importanza perché quando l'animale morì la sua dentizione definitiva stava appena incominciando ad emergere; in questo modo è stato possibile osservare la crescita dei denti. Al contrario di ogni altro gruppo di mammiferi, i marsupiali sostituiscono solo un dente dopo la nascita, l'ultimo premolare; il giovane deltateridio mostra lo stesso tipo di sostituzione dentaria.
Il ritrovamento di Deltatheridium in Asia Centrale, così come recenti scoperte dalla Cina (Sinodelphys), suggeriscono che i marsupiali si siano evoluti in Asia, anche se al giorno d'oggi sono del tutto scomparsi in questo continente e sono presenti solo in America e in Australia. 

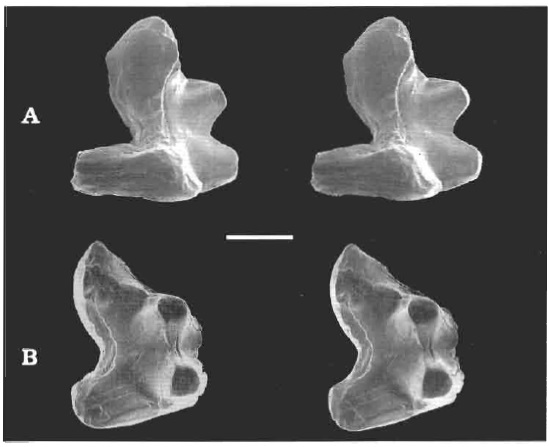
Dente di Deltatheridium nessovi

Le caratteristiche di Deltatheridium indicano che questo animale non era un marsupiale in senso stretto, ma che rappresentava un clade indipendente di mammiferi metateri (Deltatheroidea) che, insieme ad altre forme come Asiatherium, si svilupparono in Asia nel corso del Cretaceo. È inoltre possibile che questi animali fossero un gruppo di mammiferi teri appena al di fuori del gruppo Metatheria + Eutheria (Luo et al., 2002).
Al genere Deltatheriudium sono state ascritte due specie: la specie tipo, e anche la meglio conosciuta, è Deltatheriudium pretrituberculare, proveniente dalla Mongolia; D. nessovi è invece basato su un molare proveniente dal Kazakistan.